# Nebrioporus elegans
Nebrioporus elegans är en skalbaggsart som först beskrevs av Georg Wolfgang Franz Panzer 1794.  Nebrioporus elegans ingår i släktet Nebrioporus och familjen dykare. Inga underarter finns listade i Catalogue of Life.

## Bildgalleri

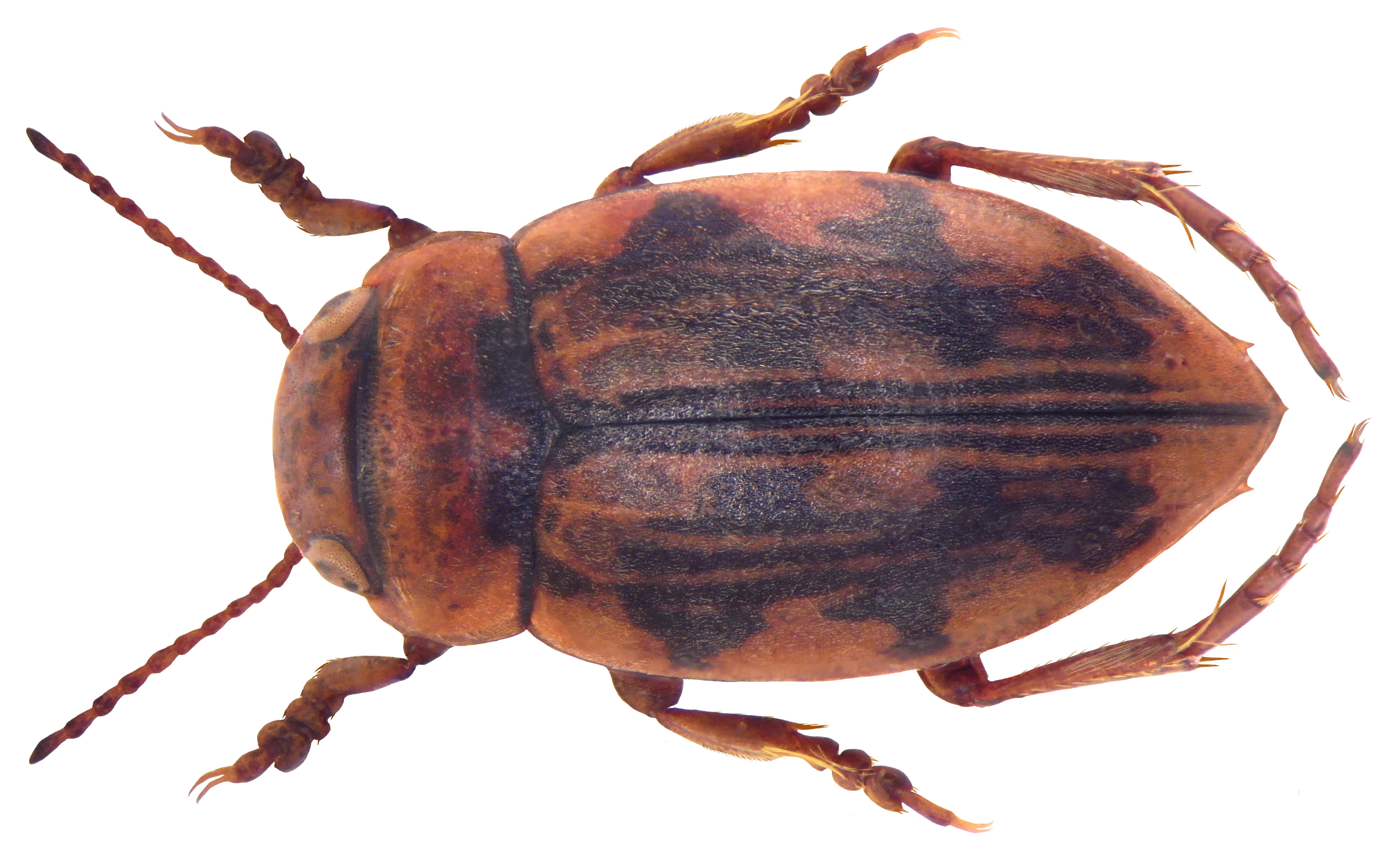
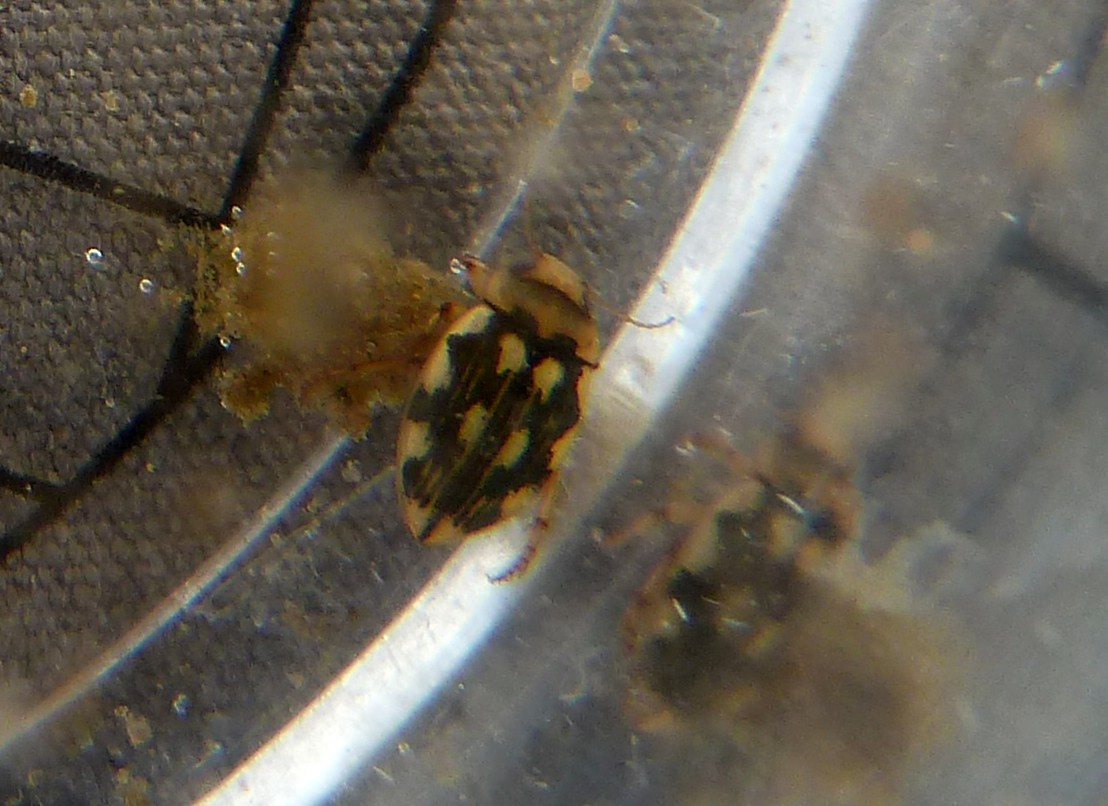